# エカテリーナ・エフィモワ
エカテリーナ・エフィモワ（Ekaterina Efimova, 1993年7月3日 - ）は、ロシアの女子バレーボール選手。元ロシア代表。

## 来歴
2010年にLoutch Moscouに入団し、バレーボール選手としてのキャリアをスタートさせる。2015年にロシア代表に初選出され、同年のワールドグランプリで代表デビューした。2016年からVC Yenisey Krasnoyarskでプレーしている。
2019年、ワールドカップではレギュラーとして活躍し、銅メダルを獲得した。

## 球歴
- 世界選手権 - 2018年
- ワールドカップ - 2019年
- ワールドグランプリ - 2015年、2017年
- 欧州選手権 - 2019年

## 所属クラブ
- Loutch Moscou（2010-2012年）
- VK Sparta（2012-2013年）
- VK Oufimotchka（2013-2014年）
- ザレチエ・オジンツォボ（2014-2015年）
- Omitchka Omsk（2015年）
- ディナモ・クラスノダール（2015-2016年）
- VC Yenisey Krasnoyarsk（2016-2018年）
- ディナモ・モスクワ（2018-2021年）
- レニングラードカ・サンクトペテルブルク（2021-2023年）
- ベシクタシュ（2023年）
- Tulitsa Tula（2023-2024年）